# Аль-Касим аль-Мамун
Аль-Касим аль-Мамун (аль-Касим ибн Хаммуд аль-Мамун, араб. المأمون القاسم بن حمود‎, умер в 1023) — халиф Кордовы (1018—1021, 1022—1023), брат Али ан-Насира, представитель династии Хаммудидов, представители которой считали, что их род происходит от пророка Мухаммада.

## Биография
Аль-Касим аль-Мамун в 1018 году, после убийства Абд ар-Рахмана IV, со своей армией занял Кордову, не встретив никакого сопротивления, и был провозглашён новым халифом. Он правил более двух лет, но затем был изгнан своим собственным племянником Яхъёй аль-Мутали. В 1022 году аль-Касим аль-Мамун на некоторое время вернул себе власть. Однако в следующем году он был окончательно изгнан из Кордовы, вместе с поддерживавшими его берберами. Вскоре он был захвачен в плен и умерщвлён своим племянником.